# Hoesch-Benzin
Die Hoesch-Benzin GmbH war ein Tochterunternehmen der Hoesch AG mit Sitz in Dortmund. Das Unternehmen produzierte von 1939 bis 1944 synthetische Kraftstoffe, Schmieröle, Brenn- und Treibgase, PVC-Kunststoffe, Paraffine und Kogasin.

## Geschichte
Die Hoesch-Benzin GmbH wurde 1936 in Dortmund als Tochterunternehmen der Hoesch AG gegründet. Zweck der Gesellschaft war die Herstellung synthetischer Treibstoffe im Fischer-Tropsch-Verfahren. Der Aufbau des Benzinwerks begann 1937; die ursprünglich hauptsächlich zur Herstellung von Benzin geplanten Normaldruck-Anlagen wurden noch während der Bauphase auf die Mitteldruck-Synthese umgerüstet, da dies eine höhere Produktion von Paraffinen ermöglichte, womit erheblich höhere Erlöse zu erzielen waren als für Dieselkraftstoffe, Fahrbenzin oder gar Flugbenzin. Das Werk befand sich in der Springorumstraße unmittelbar neben dem Betrieb der Hoesch-Drahtverfeinerung. Die Inbetriebnahme erfolgte im März 1939.
Der Koksbedarf des Synthesewerks betrug jährlich etwa 250.000 Tonnen, der von der benachbarten Kokerei der Zeche Kaiserstuhl gedeckt wurde. Die Erzeugung synthetischer Produkte lag zunächst bei einer jährlichen Gesamtkapazität von 40.000 Tonnen und ab März 1942 bei 55.000 Tonnen mit etwa folgender Aufteilung:
- 10 % Gasol (Treibgas, Stadtgas etc.)
- 13 % Wachse
- 15 % Paraffingatsch
- 20 % Benzin
- 21 % Kogasin I
- 21 % Kogasin II[5][4]

Das mittels der Fischer-Tropsch-Synthese hergestellte Benzin war als Kraftstoff für Vergasermotoren infolge seiner geringen Klopffestigkeit nur nach Zumischung hochklopffester Treibstoffe, insbesondere Benzol, geeignet. Deshalb begrenzte sich die damalige Benzinproduktion bei Hoesch hauptsächlich auf Leichtbenzin, Waschbenzin, Wundbenzin, Lösungsmittel etc. Flugbenzin konnte mit dem Verfahren zu dieser Zeit ebenfalls nicht hergestellt werden. Dennoch wurden die Erwartungen, welche die Unternehmensführung an die Wirtschaftlichkeit dieses Kohleverflüssigungsverfahrens gestellt hatte, in den Jahren, in denen sich das Werk in Produktion befand, weit übertroffen. So trugen nach werkseigenen Angaben die Einnahmen der synthetischen Erzeugnisse zur Wertsteigerung der Kohle und zu einer Verbesserung der Ertragslage der Hoesch AG nicht unwesentlich bei.
Bis Herbst 1944 war das Synthesewerk von den Luftangriffen auf das Ruhrgebiet weitgehend verschont und mit voller Leistung in Betrieb geblieben. Dies änderte sich am 12. September 1944. An diesem Tag galt ein alliiertes Bombardement zielgerichtet der Hoesch-Benzin GmbH. Die Schwere der Angriffe und die Schäden waren derart groß, dass alle damaligen Bemühungen, die Werksanlagen zur reparieren, sich als sinn- und zwecklos erwiesen. Die Produktion konnte nicht wieder aufgenommen werden. Über 30.000 Brandbomben, 2000 Sprengbomben und 18 Blockbuster trafen das Werk und die benachbarten Betriebsanlagen.
Der übriggebliebene Rest sollte nach dem Zweiten Weltkrieg unter der Bezeichnung Dortmunder Paraffinwerke GmbH weiterproduzieren. Das Werk fiel jedoch den Demontagebefehlen der Westalliierten zum Opfer, zunächst durch direkte von der britischen Besatzung erlassene Verbotsbestimmungen für einen Wiederaufbau, später durch die Bestimmungen des Washingtoner Abkommens vom 6./8. April 1949, die die direkte oder indirekte Erzeugung von Benzin, Öl und Schmieröl aus Steinkohlen oder Braunkohlen durch das Bergius-Pier-Verfahren, die Fischer-Tropsch-Synthese oder analoge Verfahren verboten.